# Municipio de Webster (condado de Madison)
El municipio de Webster (en inglés: Webster Township) es un municipio ubicado en el condado de Madison en el estado estadounidense de Iowa. En el año 2010 tenía una población de 234 habitantes y una densidad poblacional de 2,54 personas por km².

## Geografía
El municipio de Webster se encuentra ubicado en las coordenadas 41°17′13″N 94°11′4″O / 41.28694, -94.18444. Según la Oficina del Censo de los Estados Unidos, el municipio tiene una superficie total de 92.24 km², de la cual 92,24 km² corresponden a tierra firme y (0 %) 0 km² es agua.

## Demografía
Según el censo de 2010, había 234 personas residiendo en el municipio de Webster. La densidad de población era de 2,54 hab./km². De los 234 habitantes, el municipio de Webster estaba compuesto por el 98,29 % blancos, el 1,71 % eran afroamericanos. Del total de la población el 0 % eran hispanos o latinos de cualquier raza.